# Suzanne Rogers
Suzanne Rogers (Midland, 9 de julho de 1943) é uma atriz estadunidense. Ela é mais conhecida por interpretar Maggie Horton na série dramática Days of Our Lives da NBC.

## Carreira
Aos 17 anos, Rogers deixou sua cidade natal e decidiu seguir a carreira de dançarina. Ela se mudou para Nova York e se tornou uma das dançarinas do Radio City Music Hall. Ela se apresentou em vários musicais da Broadway, incluindo Coco, Hallelujah Baby e Follies. Em 1973, mudou-se para a Califórnia no intuito de expandir sua carreira como atriz. Logo depois, conseguiu o papel de Maggie Horton em Days of Our Lives da NBC.

## Vida pessoal
Rogers se casou com Sam Groom em 1980. Eles se divorciaram em 1982. Ela mora em Studio City, Califórnia.